# Holden (Maine)
Pour les articles homonymes, voir Holden.
Holden est une ville américaine située dans le Comté de Penobscot, dans le Maine. Selon le recensement de 2020, sa population est de 3 277 habitants.

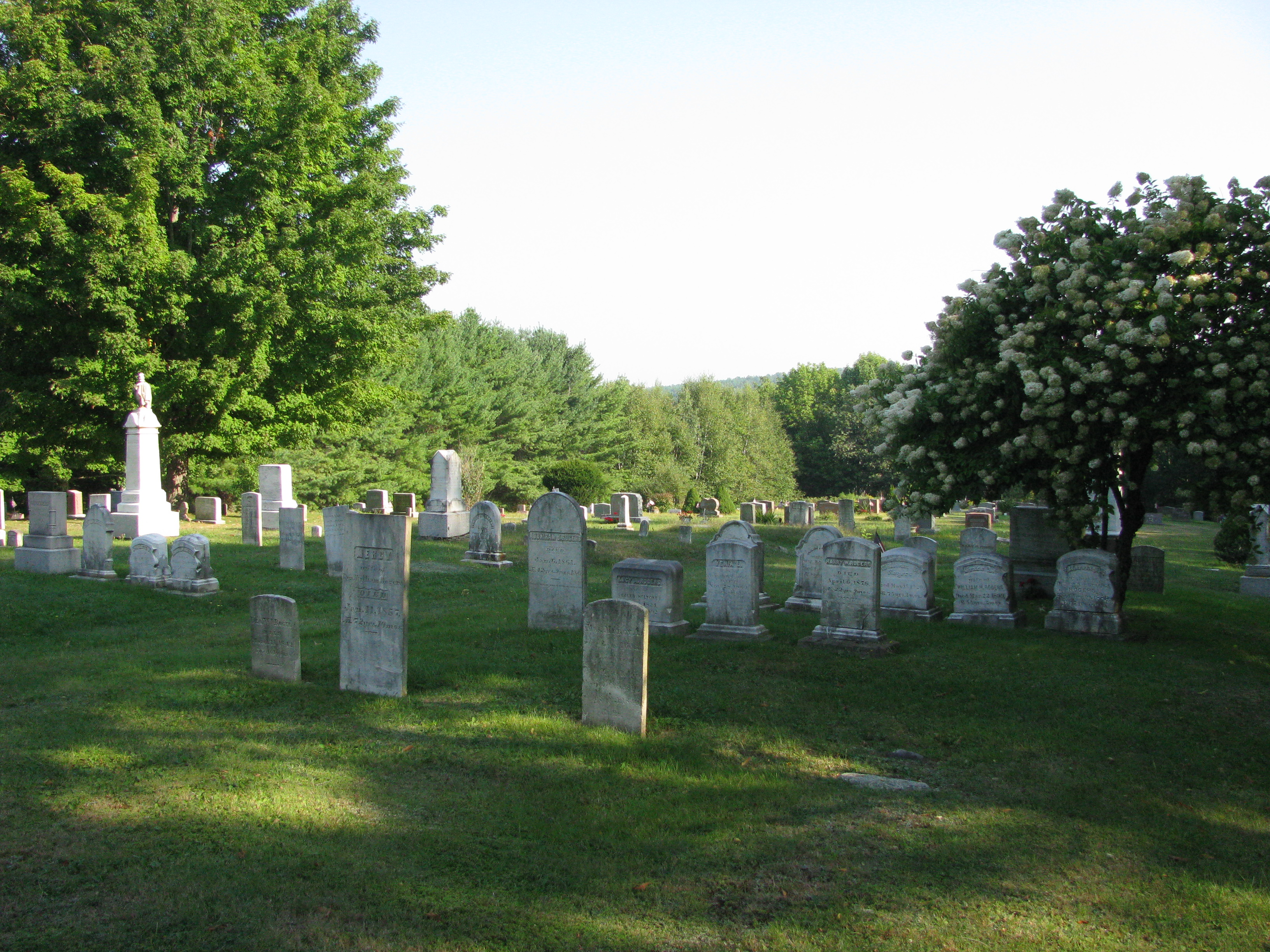
Hart's Corner, un cimetière, est situé à Holden.